# كيفن هيرن
كيفن هيرن هو كاتب أغاني ومغني كندي، ولد في 3 يوليو 1969 في غريمسبي في كندا.

## وصلات خارجية
- كيفن هيرن على موقع IMDb (الإنجليزية)
- كيفن هيرن على موقع ميوزك برينز (الإنجليزية)
- كيفن هيرن على موقع أول ميوزيك (الإنجليزية)
- كيفن هيرن على موقع ديسكوغز (الإنجليزية)
- كيفن هيرن على موقع قاعدة بيانات الفيلم (الإنجليزية)